# Zjochoveiland
Zjochoveiland (Russisch: Остров Жохова; Ostrov Zjochova) is een van de De Longeilanden, die een onderdeel zijn van de Nieuw-Siberische Eilanden. Het eiland is gelegen in het noordelijke deel van de Oost-Siberische Zee. Zjochoveiland heeft een oppervlakte van 77 km². Het hoogste punt is 123 m.
In tegenstelling tot Bennett- Henrietta- en Jeannette-eiland, die ook tot de De Longeilanden behoren, werd Zjochoveiland niet ontdekt door George Washington De Long, maar door Boris Vilkitski.
Sannikovland (spookeiland)